# Uschi Disl
Ursula „Uschi“ Disl (* 15. November 1970 in Bad Tölz) ist eine ehemalige deutsche Biathletin. Zwischen 1991 und 2006 gewann sie zwei olympische Goldmedaillen mit der Staffel sowie acht Weltmeistertitel.
Disl begann ihre sportliche Laufbahn in den 1980er-Jahren, entschied 1990 erstmals ein Rennen im Weltcup für sich und gehörte fortan für anderthalb Jahrzehnte zur internationalen Biathlonspitze. Von 1995 bis 1999 lief sie in fünf aufeinanderfolgenden Wintern unter die ersten Drei der Weltcup-Gesamtwertung. Mit der deutschen Frauenstaffel wurde sie 1998 in Nagano sowie 2002 in Salt Lake City Olympiasiegerin. Nachdem sie zudem sechs WM-Siege in Teamwettbewerben gefeiert hatte, errang Disl bei den Weltmeisterschaften 2005 in Sprint und Verfolgung ihre einzigen beiden Einzeltitel bei einem internationalen Großereignis. Bei den Olympischen Winterspielen 2006 in Turin gewann sie mit Bronze im Massenstart ihre neunte und zugleich letzte Olympiamedaille. Sie stand damit bei jeder ihrer fünf Teilnahmen an Winterspielen zwischen 1992 und 2006 mindestens einmal auf dem Podest. Im März 2006 beendete Disl ihre Biathlonkarriere nach insgesamt 30 Weltcupsiegen in Einzelrennen und 28 Medaillen bei Weltmeisterschaften und Olympischen Spielen.
Während Disls aktiver Zeit entwickelte sich Biathlon zu einer der beliebtesten Wintersportarten in Deutschland. Insbesondere für das gewachsene Interesse am Frauenbiathlon schrieben Beobachter Disl eine Schlüsselrolle zu. Sie galt in den letzten Jahren ihrer Laufbahn als eine der beliebtesten deutschen Wintersportlerinnen und wurde 2005 als erste Biathletin zu Deutschlands Sportlerin des Jahres gewählt. Nach ihrem Rücktritt vom Leistungssport arbeitete Disl von 2007 bis 2009 als TV-Expertin bei der ARD. Später zog sie sich weitgehend ins Privatleben zurück, trat aber vereinzelt in anderen Fernsehformaten auf. 2021 wurde sie in die Hall of Fame des deutschen Sports aufgenommen.

## Laufbahn

### Anfänge und erste Weltcupsiege (bis 1991)
Uschi Disl wuchs im oberbayerischen Großeglsee auf, wo im Winter in der Nähe ihres Elternhauses eine Loipe vorbeiführte. Im Alter von elf Jahren begann sie mit dem Skilanglauf beim SC Moosham, bei dem sich ihr Vater als zweiter Vorsitzender engagierte. Ihr erster Langlauftrainer war Mitte der 1980er-Jahre Andreas Hörburger. Ihre Leistungen als junge Skilangläuferin schätzte Disl 1997 rückblickend als durchwachsen ein: Sie habe die Sportart „mit mehr oder weniger Aufwand und mit mehr oder weniger Erfolg“ betrieben. Erste Erfolge feierte sie, als sich Mitte der 1980er-Jahre die Skating-Technik etablierte, die ihr nach eigener Aussage eher entsprach als die bis dahin vorherrschende klassische Technik und durch die sie Lust am Training entwickelte.
Ab 1986 bemühte sich der Deutsche Skiverband (DSV) um den Aufbau eines Frauen-Biathlonteams. Auf Einladung des Referenten des Skigaus Oberland besuchte Disl mit 16 Jahren einen ersten Biathlonlehrgang in Ruhpolding und fand Gefallen an der Kombination aus Schießen und Skilauf. Später erinnerte sie sich, Biathlon habe ihr „sofort so einen Spaß gemacht, dass [sie] wirklich [ihren] ganzen Ehrgeiz dran gesetzt habe, das Schießen zu lernen“. Disl schloss sich der Biathlongruppe in Bad Tölz an, wo sie gemeinsam mit den Jungen trainierte. Als Manko in der Förderung nannte sie 1988 die Bedingungen für das Schießtraining: Zwar stellte ihr der DSV ein Biathlongewehr zur Verfügung, zum Training musste sie aber zur Bundeswehr nach Mittenwald fahren – etwa 70 Kilometer von ihrem Heimatort entfernt –, wofür sie wegen ihrer parallelen Ausbildung zur Bankkauffrau nur alle zwei Wochen Zeit hatte. Finanziell habe die Hauptlast in ihrer Anfangszeit als Biathletin auf ihren Eltern gelegen, sagte Disl später, wenngleich etwa Startgelder auch von ihrem Heimatverein SC Moosham übernommen worden seien und der Bayerische Skiverband Zuschüsse für Übernachtungen gezahlt habe. In ihren ersten beiden Jahren als Juniorin wurde sie in ihrer Altersklasse dreifache deutsche Vizemeisterin (im Sprint, im Einzel sowie im Staffelrennen) und bayerische Meisterin. Betreut wurde sie in dieser Zeit vom Skigautrainer Lenz Mittermair.
Im März 1990 wurde Disl Juniorenweltmeisterin. Zusammen mit Martina Stede und Dorina Pieper feierte sie im finnischen Sodankylä einen klaren Erfolg im Mannschaftswettbewerb. Außerdem entschied sie in ihrem letzten Winter als Juniorin 1989/90 den Alpencup für sich, nachdem sie im Jahr zuvor bereits im Europacup triumphiert hatte. Sie wurde in den Frauenkader für die Saison 1990/91 aufgenommen und trat in den Bundesgrenzschutz ein. Im Zuge ihrer Ausbildung zur Polizeimeisterin (bis Sommer 1994) besuchte Disl die zum Bundesgrenzschutz gehörige Sportschule in Bad Endorf im Chiemgau. Diesen Schritt beschrieb sie Jahre später als entscheidend für ihren Aufstieg in die Weltspitze: Erst in Bad Endorf habe sie optimale Trainingsbedingungen vorgefunden und zweimal am Tag trainieren können.
Schon im Januar 1989 hatte Disl mit zwei Einsätzen (und Ergebnissen jenseits der ersten zwanzig Plätze) in Ruhpolding ihr Debüt im Weltcup gegeben – der 1982 erstmals ausgetragenen höchsten Wettkampfserie im Biathlon (die bis 1987 unter dem Namen Europacup stattfand). Erstmals dauerhaft zum deutschen Weltcupteam zählte sie 20-jährig im Winter 1990/91. Für die folgenden 15 Jahre behielt sie durchgehend ihren Platz in der von Uwe Müssiggang und Harald Böse angeleiteten ersten Mannschaft. Disl gehörte von Beginn an zu den international führenden Sportlerinnen: Bei ihrem insgesamt vierten Weltcupauftritt am 15. Dezember 1990 erreichte sie im Skigebiet Les Saisies nahe Albertville ihren ersten Sieg, als sie das Sprintrennen über 7,5 Kilometer mit 14 Sekunden Vorsprung auf die Sowjetrussin Jelena Melnikowa für sich entschied. Einen Tag später siegte sie am gleichen Ort auch mit der deutschen 3 × 7,5-km-Staffel an der Seite von Kerstin Moring und Antje Misersky. Nach drei weiteren zweiten Plätzen in Einzelrennen beendete Disl die Saison als Vierte des Gesamtweltcups und damit als beste Deutsche einen Platz vor Misersky. Bei den Weltmeisterschaften 1991 lief sie in jedem Rennen unter die ersten zehn und gewann mit Moring und Misersky trotz insgesamt sieben Strafrunden die Staffelbronzemedaille. Zudem errang Disl im Winter 1991 im 15-Kilometer-Wettbewerb ihren ersten deutschen Meistertitel in einem Einzelrennen. Bis zum Ende ihrer Laufbahn wurde sie als Solistin insgesamt siebenfache deutsche Meisterin (1991: Einzel, 1995 und 1997: Sprint, 2002: Sprint und Verfolgung, 2005: Sprint und Einzel). Sechs weitere Titel holte sie mit bayerischen Staffeln.

### Erste olympische Medaillen und Weltmeistertitel (1991 bis 1994)

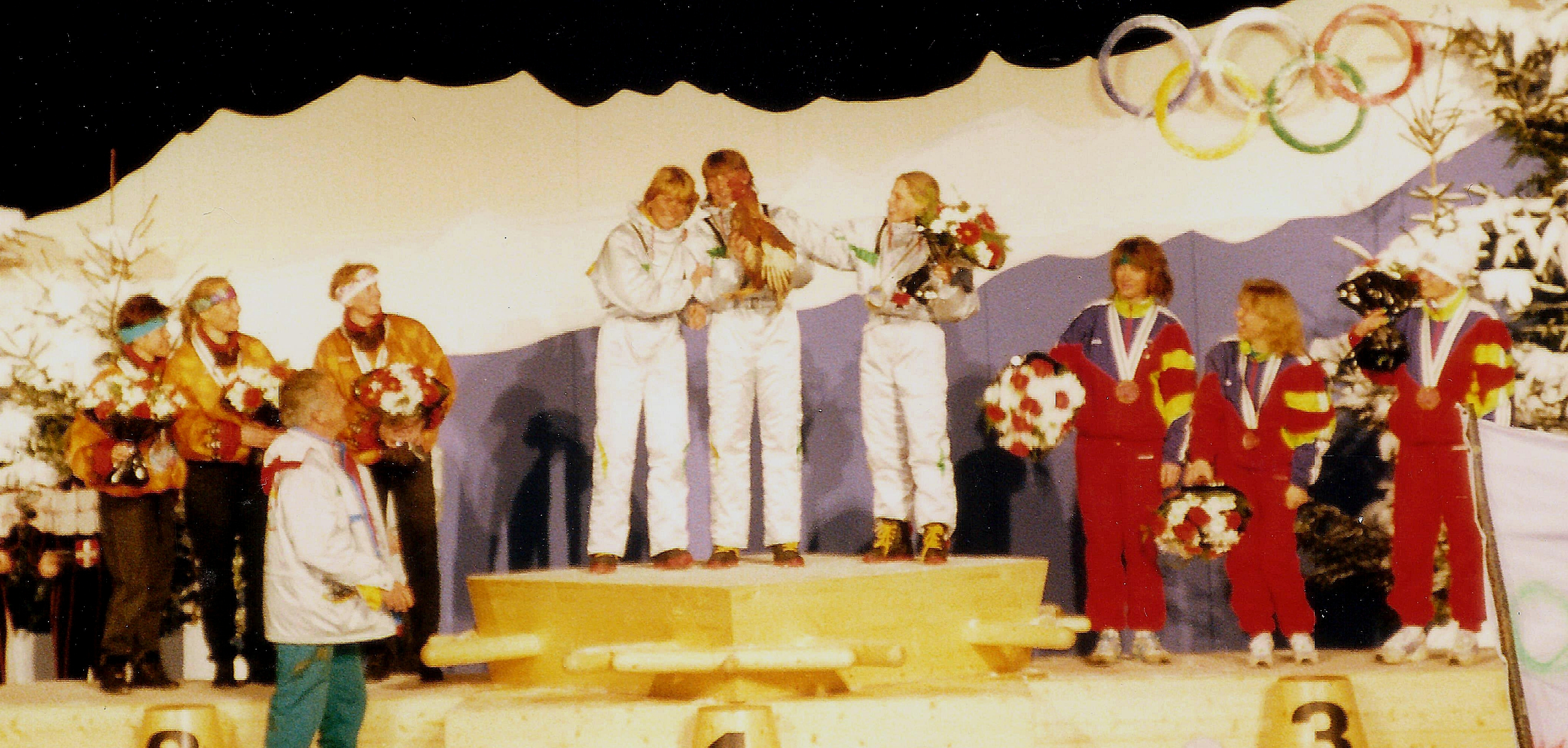
Disl, Misersky und Schaaf (links) bei der Siegerehrung der olympischen Staffel 1992

Den Kern des deutschen Biathlonteams bildeten Anfang der 1990er-Jahre Disl und ihre um wenige Jahre älteren Kolleginnen Antje Miserky (ab 1993: verheiratete Harvey) und Petra Schaaf (ab 1994: verheiratete Behle). In dieser Aufstellung gewann das Trio bei den Olympischen Winterspielen 1992 in Albertville die Staffelsilbermedaille hinter dem französischen Team. Disl musste als Startläuferin nach vier Fehlern im Liegendschießen eine Strafrunde absolvieren und übergab an vierter Stelle liegend an Misersky. Die beiden Einzelrennen schloss sie auf den Plätzen 11 (Sprint) und 24 (15-Kilometer-Rennen) ab, womit sie jeweils die schwächste der eingesetzten deutschen Athletinnen war. Zwei Jahre später bei den olympischen Wettbewerben 1994 in Lillehammer holte die deutsche Staffel – nun aus vier Läuferinnen bestehend und im Vergleich zur Aufstellung von Albertville um Simone Greiner-Petter-Memm ergänzt – erneut die Silbermedaille. Dieses Mal traf Disl mit allen zehn Schüssen und hatte beim Wechsel auf die zweite Läuferin Misersky einen Vorsprung von 24 Sekunden auf ihre russische Verfolgerin. Die deutsche Staffel verlor den ersten Platz infolge von sechs Strafrunden, die die an Position drei laufende Simone Greiner-Petter-Memm bestreiten musste. Zusätzlich zu ihrem zweiten olympischen Staffelsilber gewann Disl in Lillehammer die Bronzemedaille im 15-Kilometer-Einzelrennen hinter Myriam Bédard und Anne Briand.
Im nichtolympischen Mannschaftswettkampf gewannen Petra Bauer, Petra Schaaf, Disl und Inga Kesper die Goldmedaille bei den Weltmeisterschaften 1992. Sie unterbrachen damit die Siegesserie der sowjetischen beziehungsweise russischen Biathletinnen, die diesen Wettkampf seit seiner Einführung ins WM-Programm 1989 jedes Mal für sich entschieden hatten. Im Gesamtweltcup belegte Disl zwischen 1992 und 1994 die Ränge fünf, fünfzehn und vier. Der 15. Platz im Winter 1992/93 war das schwächste Ergebnis ihrer Laufbahn – auf ihrer Website schrieb sie Anfang der 2000er-Jahre, in jener Saison habe sie den Gedanken verfolgt, mit dem Biathlonsport aufzuhören.

### Top-3-Ergebnisse im Gesamtweltcup und olympische Erfolge in Nagano (1994 bis 1999)
In den fünf Wintern zwischen 1994/95 und 1998/99 feierte Disl 15 Einzel-Weltcupsiege (somit die Hälfte der insgesamt 30 Siege, die sie über ihre gesamte Karriere erreichte) und platzierte sich in jedem Jahr unter den ersten drei Athletinnen im Gesamtweltcup. Dreimal war sie Zweite des Gesamtklassements – 1995/96 hinter Emmanuelle Claret aus Frankreich, 1996/97 und 1997/98 jeweils hinter der Schwedin Magdalena Forsberg –, in zwei Saisons belegte sie Rang drei. Mehrmals trug Disl in diesen Jahren zwischenzeitlich das Gelbe Trikot der Gesamtweltcupführenden. 1995/96 entschied sie vier der ersten sechs Saisonrennen für sich und galt im Januar dementsprechend als „überragende Biathletin der Saison“, verlor die Spitzenposition dann aber auch wegen der Nachwirkungen einer Grippe in der zweiten Saisonhälfte an Claret. Im Folgewinter 1996/97 siegte Disl in den Disziplinenweltcups von Einzel und Sprint. Den Erfolg im Gesamtweltcup verpasste sie mit geringem Rückstand auf Forsberg, was sie vor allem auf schwache Rennen zu Saisonbeginn zurückführte, als sie wegen einer hohen Zahl an Schießfehlern Top-Ten-Ergebnisse verpasst hatte. Am 13. Januar 1999 entschied Disl vor heimischem Publikum in Ruhpolding den ersten im Weltcup ausgetragenen Massenstart für sich. Wie drei Jahre zuvor lag sie 1998/99 nach der ersten Saisonhälfte an vorderster Stelle im Gesamtweltcup, zog sich aber erneut kurz vor den Weltmeisterschaften im Februar einen grippalen Infekt zu. Im späteren Saisonverlauf verzichtete sie zur Erholung auf einige Weltcupstarts in Kanada und erklärte, sie habe den Sieg in der Gesamtwertung auch wegen der guten Form Magdalena Forsbergs ohnehin „längst abgeschrieben“. Forsberg entschied den Gesamtweltcup 1999 zum dritten Mal in Serie für sich.
Medial besonders im Vordergrund standen Disls Auftritte bei Großereignissen: Bei den Weltmeisterschaften 1995 in Antholz gewann sie vier Medaillen, darunter jeweils Silber im Sprint und im Einzel, wenige Sekunden hinter den siegreichen Französinnen Anne Briand beziehungsweise Corinne Niogret. Zudem holte sie erstmals Gold mit der Staffel, in der sie mit Antje Harvey, Simone Greiner-Petter-Memm und Petra Behle einen Start-Ziel-Sieg feierte. Die Deutschen nahmen in der zweiten Hälfte der 1990er-Jahre bei Großereignissen anhaltend die führende Rolle bei Teamwettbewerben ein: Disl, Greiner-Petter-Memm, Katrin Apel und Behle wurden bei den Heimweltmeisterschaften 1996 in Ruhpolding sowohl Weltmeisterinnen in der Staffel als auch im Mannschaftswettbewerb. Sie verteidigten ihren Staffeltitel in dieser Besetzung erfolgreich bei den Weltmeisterschaften 1997 in Osrblie und (mit Martina Zellner anstelle der zurückgetretenen Petra Behle) bei den Weltmeisterschaften 1999 in Kontiolahti. Der Vorsprung auf die Zweitplatzierten war dabei teils deutlich: 1996 kam Behle im Staffelrennen 2:45 Minuten vor der französischen Schlussläuferin ins Ziel, nachdem alle vier deutschen Biathletinnen die Strafrunde vermieden hatten.
Die deutsche Staffel – mit Disl als Startläuferin, gefolgt von Martina Zellner, Katrin Apel und Petra Behle – gewann auch bei den Olympischen Winterspielen 1998 in Nagano die Goldmedaille. Disl benötigte dabei fünf Nachladepatronen, musste aber keine Strafrunde laufen und übergab an dritter Stelle liegend an Zellner. Zuvor hatte das deutsche Quartett im Winter 1997/98 kein Staffelrennen im Weltcup gewonnen. Neben dem Sieg mit der Staffel holte Disl in Nagano Silber im Sprint und Bronze im 15-Kilometer-Einzelrennen. Mit drei Medaillen war sie die erfolgreichste Biathletin der Spiele sowie hinter der Skirennläuferin Katja Seizinger und der Eisschnellläuferin Gunda Niemann-Stirnemann eine der meistdekorierten Sportlerinnen im deutschen Olympiakader von 1998. Im Sprint betrug Disls Rückstand auf die siegreiche Russin Galina Kuklewa sieben Zehntelsekunden, womit die Entscheidung die bis dahin knappste in der olympischen Biathlon-Geschichte war. Im Einzel traf Disl mit den ersten 19 Schüssen, verfehlte aber den letzten, den sie als „reine[n] Angstschuß“ bezeichnete. Damit erhielt sie eine Strafminute auf ihre Laufzeit addiert und lag im Ziel gut 25 Sekunden hinter der Siegerin Ekaterina Dafowska aus Bulgarien, die ohne Schießfehler geblieben war.

### Zweiter Staffelolympiasieg und WM-Einzeltitel (1999 bis 2006)

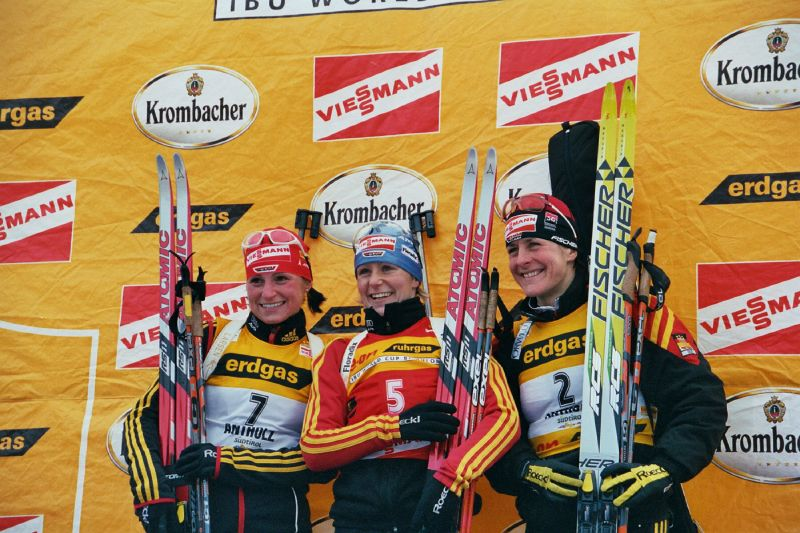
Uschi Disl (rechts) neben ihren Teamkolleginnen Andrea Henkel und Martina Glagow beim Weltcup in Antholz im Januar 2006

Nach den Karriereenden von Petra Behle 1998 und Simone Greiner-Petter-Memm 2000 war Uschi Disl das erfahrenste Mitglied im deutschen Biathlonteam der frühen und mittleren 2000er-Jahre. Mannschaftsintern konkurrierte sie mit nachrückenden Athletinnen wie Andrea Henkel, Kati Wilhelm und Martina Glagow, die früh in ihrer Laufbahn in die Weltspitze vorstießen. Gegenüber der Süddeutschen Zeitung sagte Disl im Februar 2000 mit Blick auf die bis zu neun Jahre jüngeren Teamkolleginnen, das sei „einerseits ganz gut, die zeigen einem wo man hin muss“; gleichzeitig gestand sie ein, dass es wegen der gewachsenen Leistungsdichte zunehmend schwerer werde, unter die ersten Zehn zu laufen. In den folgenden sechs Jahren bis zu ihrem Rücktritt 2006 verteidigte Disl ihre Position als eine der führenden Läuferinnen im deutschen Biathlon-Weltcupkader: Sie erhöhte die Zahl ihrer Einzelweltcupsiege auf 30 und erreichte im Gesamtweltcup Ergebnisse zwischen dem dritten und dem achten Rang. Zuletzt im Gelben Trikot der Wertungsführenden lief Disl zu Beginn des Winters 2005/06, nachdem sie den Sprint beim Saisonauftakt in Östersund für sich entschieden hatte. Der Sieg in Schweden am 26. November 2005 war ihr letzter Erfolg in einem Weltcuprennen.
Unabhängig von ihrer Biathlonlaufbahn und auf Einladung des Skilanglauf-Bundestrainers Jochen Behle startete Disl für zwei Rennen im Oktober 2003 im Weltcup der Speziallangläufer in Düsseldorf, auch um dem Wettbewerb mehr Aufmerksamkeit zu verschaffen. Als Vierte des Freistilsprints verantwortete sie unter den Spezialistinnen das beste deutsche Einzelergebnis. Mit Claudia Künzel stand sie zudem im Teamsprint als Zweite auf dem Podest. Disl betonte anschließend, keine verstärkten Ambitionen im Skilanglauf zu haben: Sie sei Biathletin „und bleibe es auch“.
Neben ihren Erfolgen im Biathlon-Weltcup platzierte sich Disl auch bei den Saisonhöhepunkten vorne: Zu ihrer ersten WM-Einzelmedaille seit fünf Jahren lief sie bei den Biathlon-Weltmeisterschaften 2000 am Osloer Holmenkollen als Zweite der Verfolgung hinter Magdalena Forsberg. Im folgenden Winter gewann sie bei den Weltmeisterschaften 2001 auf der Pokljuka im Sprint ebenfalls Silber, dieses Mal hinter Kati Wilhelm, die überraschend bei ihrem ersten WM-Start den Titel errang. Das Bild wiederholte sich am 13. Februar 2002 im olympischen Sprint der Winterspiele in Salt Lake City: Wilhelm holte Gold, Disl mit einem Rückstand von gut 15 Sekunden – bei einem Schießfehler mehr als Wilhelm – die Silbermedaille. Fünf Tage später wurden beide Läuferinnen gemeinsam, zusammen mit Katrin Apel und Andrea Henkel, Staffelolympiasiegerinnen. Disl übernahm das Rennen an sechster Stelle liegend von Startläuferin Apel und brachte das deutsche Quartett in Führung, Henkel und Wilhelm verteidigten die Spitzenposition. Der Olympiasieg von Salt Lake City war der letzte deutsche Staffeltitel, an dem Disl beteiligt war. Sie erhielt dafür das Silberne Lorbeerblatt. Bei den Weltmeisterschaften holten die deutschen Teams zwischen 2000 und 2005 in wechselnder Besetzung mehrere Silber- und Bronzemedaillen, wurden aber stets von den Russinnen um Athletinnen wie Olga Pyljowa und Swetlana Ischmuratowa geschlagen.
Schon nach ihrer Olympiasilbermedaille 2002 bezeichneten Journalisten Disl als „Unvollendete“, weil sie bis dahin bei internationalen Großereignissen zwar mehrere Staffeltitel und Einzelmedaillen eingefahren hatte, aber noch keinen Sieg als Solistin. Bei den Weltmeisterschaften 2003 in Chanty-Mansijsk erreichte sie – vor allem wegen einer hohen Zahl an Schießfehlern – in keinem Einzelwettkampf die ersten zehn Ränge. Ein Jahr später verpasste sie wegen eines fiebrigen Infektes den Großteil der Weltmeisterschaften in Oberhof und konnte nur am abschließenden Massenstart teilnehmen, wo sie Rang neun belegte. Erst im Alter von 34 Jahren gewann Disl bei den Weltmeisterschaften 2005 in Hochfilzen zwei Einzeltitel: Am 5. März 2005 traf sie im Sprint mit allen zehn Schüssen und siegte vor Olga Saizewa. Nach dem zweiten Schießen hatte Disl auf Saizewa noch 15 Sekunden Rückstand, die sie mit der schnellsten Schlussrunde in einen Vorsprung von dreieinhalb Sekunden umwandelte. Einen Tag später siegte sie auch in der Verfolgung, wo sie vier Scheiben verfehlte und die Chinesin Liu Xianying um knapp 18 Sekunden schlug.
Bei ihrer fünften Teilnahme an Olympischen Winterspielen 2006 in Turin fand Disl nach schwachen Schießleistungen in den vorangegangenen Staffelrennen im Weltcup zum ersten Mal keine Berücksichtigung in der deutschen Olympiastaffel (die hinter dem russischen Quartett Silber gewann). Disl äußerte Verständnis für ihre Nichtnominierung durch den Bundestrainer Uwe Müssiggang, sagte in einem Interview nach den Spielen aber auch, dass ihr die Art, wie er ihr die Entscheidung mitgeteilt habe, „weh getan“ habe. Beim Massenstartrennen am finalen Tag der olympischen Biathlonwettkämpfe gewann Disl mit Bronze ihre insgesamt neunte Medaille bei Winterspielen: Nach dem letzten Schießen lag sie auf der sechsten Position, lief aber in der Schlussrunde an drei Konkurrentinnen – darunter ihrer Teamkollegin Martina Glagow – vorbei. Einen Monat später gab Disl im Rahmen des Saisonfinales am Osloer Holmenkollen ihren Rücktritt vom aktiven Sport bekannt. Sie bestritt ihr letztes Weltcuprennen, einen Massenstart, am 26. März 2006 und beendete den abschließenden Winter ihrer Laufbahn als Fünfte des Gesamtweltcups.

### Nach dem Rücktritt vom aktiven Sport (seit 2006)
Während der Biathlon-Weltcupsaisons 2007/08 und 2008/09 kommentierte Disl die Wettkämpfe bei Fernsehübertragungen im Ersten. Sie folgte als Biathlon-Expertin auf Magdalena Forsberg und teilte sich die Rolle mit Ricco Groß. 2009 endete Disls Beschäftigung für Das Erste, weil der Sender die Zahl seiner Experten aus Kostengründen deutlich reduzierte. Sie zog sich in den folgenden Jahren weitgehend – abgesehen von einzelnen Sponsorenterminen – aus der Öffentlichkeit zurück. Später nahm sie an mehreren TV-Formaten teil, darunter Promi Shopping Queen (2013), der Spielshow Ewige Helden (2016), wo sie als beste Frau den vierten Platz belegte, und Ninja Warrior Germany (2018).
Im Winter 2008 berichteten Medien über eine anonyme Anzeige gegen etwa 30 Sportler – darunter mehrere deutsche Biathleten um Uschi Disl, Katrin Apel und Sven Fischer –, in der den Athleten vorgeworfen wurde, Blutdoping über die Wiener Blutbank Humanplasma betrieben zu haben. Laut dem Sprecher des Deutschen Skiverbandes gaben Disl und weitere beschuldigte Sportler eine erweiterte Eidesstattliche Versicherung ab und erklärten, niemals gedopt zu haben. Disl wies die Vorwürfe zudem öffentlich als „Sauerei“ zurück. Gegenüber der Süddeutschen Zeitung sagte sie 2011, es habe sie vor allem geärgert, dass der Vorfall die öffentliche Ansicht verstärkt habe, dass „von denen doch sowieso keiner sauber“ sei, obwohl es ständige Dopingkontrollen im Team gegeben habe. Außerdem sei über die spätere Einstellung der Ermittlungen zu knapp berichtet worden.
Disl engagiert sich seit 2017 als Botschafterin für das Kinderhilfswerk Right To Play. Sie betreut eine monatliche Biathlon-Kolumne auf dem Portal t-online und betreibt im schwedischen Mora gemeinsam mit ihrem Lebenspartner die Vertretung des Skiwachs-Herstellers HWK. Im örtlichen Sportverein übernahm sie zudem das Training der Nachwuchsbiathleten.

## Leistungen im Laufen und Schießen

### Laufen

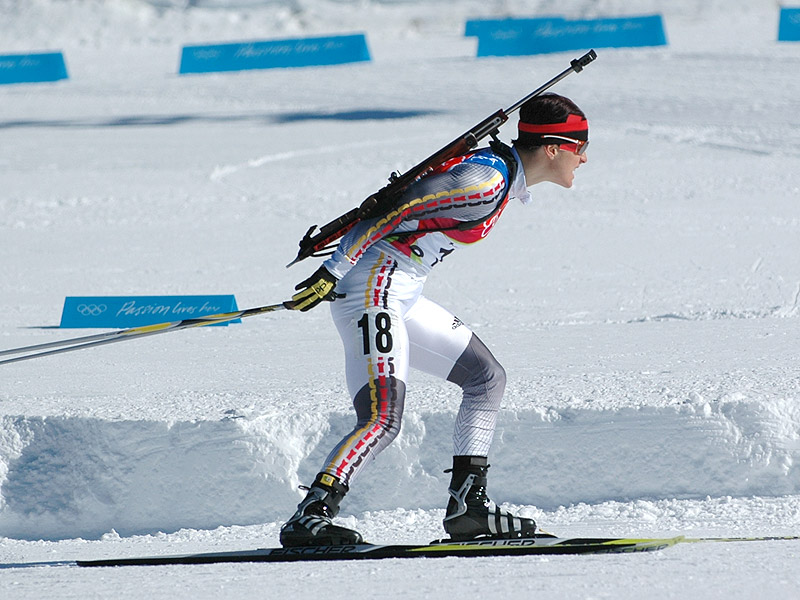
Uschi Disl bei den Olympischen Winterspielen 2006 in Turin

Über nahezu ihre gesamte, mehr als 15 Jahre andauernde Weltcuplaufbahn lief Uschi Disl regelmäßig unter die ersten zehn in Einzelwettkämpfen. Ihre Stärke lag dabei vor allem in der Loipe. Der Journalist Armin Gibis würdigte Disls „fulminante[…] Art zu laufen“: Angesichts ihrer geringen Körpergröße von 1,63 Metern hätten ihr zwar eigentlich die Körperhebel gefehlt, um läuferisch zur Weltspitze zu gehören, ausgeglichen habe sie die physischen Nachteile „mit ihrem gewaltigen Kampfgeist […], der Fähigkeit, buchstäblich bis zum Umfallen rennen zu können.“ Den leidenschaftlichen Laufstil und die damit verbundene Verausgabung machten auch andere Beobachter als charakteristisch für Disl aus: Ralf Wiegand nannte sie 2002 in der Süddeutschen Zeitung ein „Tier in der Loipe“, Sigi Heinrich bescheinigte ihr 2006 in der Frankfurter Allgemeinen Sonntagszeitung, sie rufe in jedem Rennen ihre „überdurchschnittlichen Fähigkeiten im Ausdauerbereich“ ab und könne sich wie wahrscheinlich wenige andere „bis zur totalen Erschöpfung quälen“. Insbesondere Disls Schnelligkeit in Schlussrunden – in denen sie „[w]ie eine Dampfwalze“ durch die Loipe pflüge – brachte ihr Heinrich zufolge den Spitznamen „Turbo-Disl“ ein, der sich zu einer Phrase in der deutschen Berichterstattung über Biathlon entwickelte. Zu ihrem Laufstil sagte Disl 2018 in einem Interview, sie habe typischerweise ihren Oberkörper (stark) nach vorne gebeugt. Das Technikerteam hätte ihren Ski der Marke Fischer entsprechend präpariert, dass er ihr den besten Vortrieb gegeben habe. Das Gefühl, sich auf einen gut angepassten Ski verlassen zu können, sei wesentlich für ihre Erfolge gewesen.
Als bemerkenswert stuften Reporter die läuferische Konstanz ein, die Disl auch als eine der ältesten Sportlerinnen im Weltcup zeigte. Noch mit 34 Jahren waren ihre Laufzeiten im Winter 2004/05 über die gesamte Saison hinweg etwa sieben Prozent besser als der Median des Weltcupfeldes. Disl war damit die schnellste Athletin der Wettkampfserie vor der neun Jahre jüngeren Gesamtsiegerin Sandrine Bailly und der Zweitplatzierten Kati Wilhelm.
In deutschen Staffeln lief Disl regelmäßig auf der Position der Startläuferin. Sie erklärte, ihr gefielen die körperlichen Auseinandersetzungen auf den ersten Runden, bei denen Durchsetzungsvermögen wichtig sei. Die Rolle der Schlussläuferin lehnte sie vor allem wegen der besonders hohen Nervenbelastung ab. Ihre Teamkollegin Petra Behle sagte, Disl sei als erste Läuferin in Staffeln die perfekte Besetzung gewesen, auch weil sie in der Lage gewesen sei, taktisch zu laufen und dadurch Stau im hinteren Teil des Feldes zu verursachen. In einigen Rennen – darunter auch bei ihrem zweiten Olympiasieg in Salt Lake City 2002 – wurde Disl von Bundestrainer Uwe Müssiggang aus rennstrategischen Gründen an zweiter Position aufgeboten.

### Schießen

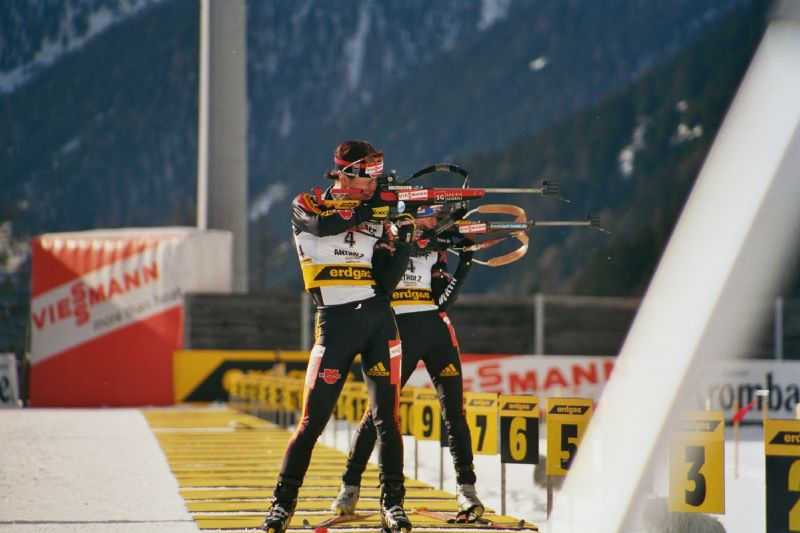
Disl am Schießstand beim Weltcup in Antholz 2006

Das Schießen galt vor allem in der Spätphase ihrer Laufbahn als Schwäche Disls. In den mittleren und späten 1990er-Jahren entsprachen ihre Leistungen in dieser Teildisziplin weitgehend denen ihrer Hauptkonkurrentinnen um vordere Plätze: Zwischen 1994 und 1999 traf sie im Saisonschnitt zumeist mit knapp 85 Prozent ihrer Schüsse, womit sie nur um wenige Prozentpunkte hinter Magdalena Forsberg zurückblieb. 1995 schrieb Henry Allgaier in der Frankfurter Allgemeinen Zeitung, Disl sei es (anders als der schwächeren Schützin Simone Greiner-Petter-Memm) gelungen, „die beiden Disziplinen des Biathlons miteinander zu verweben“. Im gleichen Jahr beschrieb Allgaier aber auch als „traurige Gesetzmäßigkeit“ Disls Probleme mit dem letzten Schuss eines Wettkampfes. Hier verließ sie Allgaier zufolge regelmäßig der Mut und sie treffe häufig das Ziel nicht.
Disl selbst sprach zu unterschiedlichen Zeitpunkten ihrer Laufbahn darüber, dass sie Probleme mit dem Druck am Schießstand habe. Insbesondere, sagte sie 2004, könne sie schlecht abschalten, wenn die Zuschauermassen jeden Schuss kommentierten. Zum Ende ihrer Karriere arbeitete sie mit einem Mentaltrainer zusammen, um dem in ihren Augen stetig gewachsenen und schließlich „unerträglich[en]“ Druck entgegenzuwirken. Insgesamt ließ Disls Trefferquote in den 2000er-Jahren nach und lag ab der Saison 2002/03 durchgängig unter 76 Prozent – sie verfehlte also etwa mit jedem vierten Schuss die Scheiben. Unter den ersten zehn des Gesamtweltcups war sie damit in den letzten vier Jahren ihrer Laufbahn stets die schwächste Schützin. Der deutsche Bundestrainer Uwe Müssiggang sah Disls Schießergebnisse als unberechenbar an: Sie könne Rückschläge wegstecken und ihre Leistung von einem Tag auf den anderen klar steigern.

### Training
Den Großteil ihrer Karriere über trainierte Disl in Ruhpolding. Laut einem Bericht in der Süddeutschen Zeitung aus dem Jahr 1998 feuerte sie pro Jahr zehntausend Trainingsschüsse ab. Ihr Ausdauertraining bestand dem gleichen Bericht zufolge unter anderem aus Laufen, Kajakfahren und Mountainbiken. Im Dezember 2004 erklärte Disl in einem Interview, ihr Training sei sehr individuell ausgelegt: Sie könne selbst entscheiden, wann sie welche Einheit absolviere. Daher habe sie zum Beispiel wenig Berührungspunkte mit Kati Wilhelm, die kurz zuvor nach Ruhpolding gezogen war, um dort ebenfalls bei Uwe Müssiggang zu trainieren. 2010 sagte Disl, sie sehe das deutsche Trainingssystem – das seinen Ursprung in der DDR habe – als optimal an: Anders als andere Teams, die auf längere und ruhigere Einheiten setzten, kämen die Deutschen durch intensives Training auf höhere Laktatwerte und deswegen auf eine bessere Wettkampfhärte. Für sie sei das System „immer top“ gewesen.

## Persönliches
Uschi Disl hat zwei jüngere Brüder, mit denen sie ihre Kindheit im elterlichen Bauernhaus im Dietramszeller Ortsteil Großeglsee verbrachte. Rückblickend hob sie hervor, dass sie als Kind viel Freiraum gehabt habe und mit Freundinnen oft den ganzen Tag draußen in der Natur gespielt habe. Früh – deutlich bevor sie mit dem Skilanglauf begann – fuhr sie Ski Alpin. Sie besuchte die Realschule, machte ab 1987 eine Ausbildung zur Bankkauffrau und wechselte 1990 zum Bundesgrenzschutz, wo bereits ihr Vater arbeitete. Zum Ende ihrer Laufbahn 2006 war sie bei der Behörde, die ein Jahr zuvor in Bundespolizei umbenannt worden war, Polizeihauptmeisterin im Mittleren Dienst. Disls Mutter betrieb ab 1992 ein Geschäft für Dirndl und Trachtenstoffe. Anfang der 2000er-Jahre lag ein Bruder Uschi Disls wegen einer Hirnblutung über mehrere Wochen im Koma. In einem Interview 2001 beschrieb Disl die Situation als Schock, der sie hart getroffen habe: Wenn ihr Bruder ein Pflegefall geworden wäre, hätte sie ihre Karriere demzufolge sofort beendet. 2005 überreichte ihr genesener Bruder ihr den Preis als Sportlerin des Jahres.
Disl lebte in den 2000er-Jahren in Kössen in Tirol nahe der Biathlon-Weltcuporte Ruhpolding und Hochfilzen. Ihren Umzug von ihrem Trainingsort Ruhpolding nach Österreich erklärte sie mit dem gewachsenen öffentlichen Interesse an ihrer Person nach den Olympischen Spielen 1998. Schaulustige hätten sie in Ruhpolding zuhause bedrängt, in Tirol habe sie Ruhe gehabt. Mit einem langjährigen österreichischen Lebensgefährten unterhielt sie zwischenzeitlich mehrere Ferienwohnungen in Tux.
Nach dem Ende ihrer Laufbahn zog sie mit dem Schweden Thomas Söderberg zusammen, der als Skitechniker unter anderem für Magdalena Forsberg und das norwegische Team arbeitete. Söderberg und Disl haben zwei Kinder, eine Tochter und einen Sohn, die 2007 und 2010 geboren sind. Das Paar kaufte 2007 zunächst als Sommerhaus einen hölzernen Bauernhof in Mora und übersiedelte 2012 dauerhaft in die schwedische Provinz Dalarnas län. Ein Film der ARD-Dokumentationsreihe Ohne Gewehr – Leben nach dem Biathlon porträtierte 2017 das Leben der vierköpfigen Familie auf dem Gehöft in Schweden.
Auf Anfrage der CSU war Disl 1999 Mitglied der 11. Bundesversammlung zur Wahl des deutschen Bundespräsidenten.

## Öffentliches Bild und Würdigung

### Beliebtheit
In den letzten Jahren ihrer aktiven Laufbahn ermittelten Umfragen hohe Sympathiewerte für Uschi Disl. Eine vor den Weltmeisterschaften 2004 erhobene Studie bescheinigte ihr, dass die Hälfte der Deutschen sie kenne und davon 91,5 Prozent sie sympathisch fänden. Zwei Jahre später – nach ihren beiden Weltmeistertiteln in Hochfilzen und der fünften Olympiateilnahme in Turin – lag ihre gestützte Bekanntheit einer anderen Studie zufolge bei 85 Prozent und die ihr zugebrachte Sympathie bei (insgesamt) 69 Prozent. Disls Werte lagen damit in etwa gleichauf mit denen von Kati Wilhelm und waren höher als die von Martina Glagow. Als einen Grund für ihre Beliebtheit hoben lokale Politiker und Sportfunktionäre aus Disls Heimatgemeinde unter anderem ihre Bodenständigkeit heraus: Sie habe ihr Ziel nie aus den Augen verloren, sei immer ruhig geblieben und habe die Schuld für Fehler nie bei anderen gesucht. Verschiedene Journalisten schrieben ihr über den Lauf ihrer Karriere zu, sie sei allürenlos, wirke stets gutgelaunt mit einem „lausbübisch-unbekümmerte[n] Strahlen“ und zeige vor allem in Staffeln großen Teamgeist. Ebenfalls betont wurde ihre Mundart, die sie in Kombination mit ihrem Naturell und ihren Erfolgen zu einer „Vorzeige-Bayerin“ gemacht habe. In der deutschen Staffel, die 2002 olympisches Gold gewann, war Disl neben den Thüringerinnen Katrin Apel, Andrea Henkel und Kati Wilhelm die einzige Bayerin. In einem Interview mit Spiegel Online sagte Disl, dass es bei den Biathletinnen nach ihrem Empfinden nie Probleme zwischen Ost und West gegeben habe.
Der Journalist Jan Feddersen porträtierte Disl 2005 in der taz vor dem Hintergrund ihrer WM-Goldmedaillen als eine „erst auf den zweiten Blick charismatische[] Frau“, die ihre Schönheit und ihren Glamour aus der Anstrengung und der Mühe ziehe, die sie in den Sport stecke. Zudem hob Feddersen Disls lange Wartezeit auf die Einzeltitel hervor: Dass sie erst so spät in ihrer Karriere den ihr lange zugetrauten Erfolg eingefahren habe, sei ihrem „legendären Image“ zuträglich gewesen. Andere Journalisten argumentierten ähnlich: Für die Süddeutsche Zeitung schrieb Andreas Liebmann im Januar 2005, Disl sei vielleicht auch deshalb so beliebt, „weil sie nicht perfekt ist und man so herrlich mit ihr leiden kann.“ In der gleichen Zeitung hob Volker Kreisl im Dezember des Jahres die Brüche in Disls Erfolgsgeschichte hervor: Sie habe „annähernd fast alles erreicht […] ohne jemals vollkommen gewesen zu sein“, ihre Schwäche am Schießstand sei ein Garant für Spannung gewesen. Disl vertrat in einem Interview kurz vor ihrem Karriereende 2006 ebenfalls diese Position: „Ich bin nun mal bekannt dafür, dass ich manchmal daneben schieße. Ich bin kein perfekter Athlet, aber das macht doch gerade das Schöne aus: dass man mitfiebern kann. Es wäre langweilig, wenn immer derselbe vorne landet.“

### Bedeutung für den deutschen Biathlonsport und Vermarktung
Als Uschi Disl 1989 im Weltcup debütierte, war Frauenbiathlon kaum etabliert, fand im Gegensatz zum bereits populäreren Biathlon der Männer nahezu kein Publikum und bot geringe Verdienstmöglichkeiten (nach Disls Aussage 150 Mark für einen Sieg). Disl und ihre frühen Teamkolleginnen – vor allem die von Renate Schinze betreuten Biathletinnen aus Willingen um Petra Schaaf – wurden abschätzig als „Flintenweiber“ bezeichnet. In den späten 1990er- und insbesondere in den frühen 2000er-Jahren erlebte Biathlon einen Boom: Disls WM-Triumph in der Verfolgung von Hochfilzen 2005 verfolgten 4,7 Millionen Zuschauer im deutschen Fernsehen, was einem Marktanteil von 30 Prozent entsprach. An der gewachsenen Akzeptanz von Frauenwettbewerben im Biathlon wurde Disl und ihrem Kampfgeist ein maßgeblicher Anteil zugesprochen. Ihr Trainer Uwe Müssiggang nannte sie einen „Glücksfall für Damen-Biathlon. Nicht nur in Deutschland.“ Im Winter 1999 wurde Disl neben Magdalena Forsberg zur Athletensprecherin gewählt, gab das Amt aber schnell wieder auf, weil sie nach ihrem Eindruck auf Funktionärsebene zu wenig erreichen konnte.
Bezüglich ihrer Verdienstmöglichkeiten mit Biathlon sagte Disl 2008 in einem Interview, zu Beginn ihrer Karriere sei sie auf die Sporthilfe und ihre Anstellung beim Bundesgrenzschutz angewiesen gewesen. Zwar hätten sie einzelne Sponsoren unterstützt, die Suche danach bezeichnete sie aber als „hartes Klinkenputzen“. Als entscheidenden Schritt zu einer besseren finanziellen Situation nannte sie das Sponsoring durch den Heiztechnikhersteller Viessmann ab 1998. Ab 2002 habe sie ein professionelles Management gehabt und „vom Biathlon ordentlich leben können“, ohne jedoch für den Rest ihres Lebens ausgesorgt zu haben. Mit Verweis auf ihren Manager Ralf Grengel schrieb die Frankfurter Allgemeine Zeitung (FAZ) im März 2005, Disl befinde sich in Bezug auf ihre Einnahmen durch Vermarktung „[i]n der ersten Liga, die ein gutes Stück jenseits der 300 000 Euro jährlich liegt“. Der Sport-Informations-Dienst berechnete für Disl im letzten vollständigen Jahr ihrer Karriere 2005 ein Gesamteinkommen aus Prämien und Sponsoring von 700.000 Euro. Claus Dieterle zählte Disl in der FAZ nach den Olympischen Winterspielen 2006 zu den „großen vier im Wintersport“: Neben den Eisschnellläuferinnen Claudia Pechstein und Anni Friesinger sowie der Skirennläuferin Martina Ertl sei sie in Deutschland hinreichend populär, um als Werbebotschafterin zu taugen.
Der Biathlon-Boom in Deutschland hielt nach Disls Karriereende an. Rückblickend wurde sie als eines der frühen Glieder einer „Erfolgskette“ im deutschen Frauenbiathlon ausgemacht, die über Kati Wilhelm bis zu den Rücktritten Magdalena Neuners und Andrea Henkels in den 2010er-Jahren ununterbrochen gehalten habe. Die zwölffache Weltmeisterin und dreifache Gesamtweltcupsiegerin Neuner – deren Stärken ebenfalls im Laufen lagen, weswegen sie zu Beginn ihrer Laufbahn mit der kurz zuvor zurückgetretenen Disl verglichen wurde – übertraf Disls (und Wilhelms) Popularität nach Ansicht von sueddeutsche.de noch einmal deutlich.

### Auszeichnungen
Vor allem in den letzten Jahren ihrer Karriere erhielt Disl mehrere Ehrungen: Nach den Weltmeistertiteln in Hochfilzen kürte sie die Stiftung Deutsche Sporthilfe im März 2005 zur Sportlerin des Monats, im Dezember 2005 wählten sie die deutschen Sportjournalisten zu Deutschlands Sportlerin des Jahres. Disl – die in der Abstimmung mit 3088 Punkten knapp 600 Punkte vor der zweitplatzierten Anni Friesinger lag – war die erste Biathletin, der diese Auszeichnung zuteilwurde. Unmittelbar auf sie folgten mit Kati Wilhelm 2006 und Magdalena Neuner 2007 zwei weitere Vertreterinnen der Disziplin. Bei der Bambi-Verleihung 2005 erhielt Disl als eine von sieben Preisträgerinnen den Bambi in der Kategorie Sport. Schon im Juni 2003 wurde sie in der Kategorie „Botschafter des bayerischen Sports“ mit dem Bayerischen Sportpreis geehrt, drei Jahre später erhielt sie den Bayerischen Verdienstorden. In ihrer Heimatgemeinde Dietramszell ist Disl seit 1998 Ehrenbürgerin.
Als vierte Biathletin (nach Antje Harvey, Magdalena Neuner und Verena Bentele) wurde Disl im Herbst 2021 in die Hall of Fame des deutschen Sports aufgenommen. In der Pressemitteilung der Deutschen Sporthilfe hieß es, Disl habe als Publikumsliebling und „Frohnatur mit unbändigem Kämpferherzen“ den Weg für die Popularität des Biathlonsports in Deutschland und damit auch für die Erfolge der nachfolgenden Generation geebnet.

## Wettkampfbilanz

### Olympische Winterspiele
Von 1992 bis 2006 zählte Uschi Disl bei fünf aufeinanderfolgenden Winterspielen zum deutschen Olympiaaufgebot. Sie trat zu siebzehn Wettkämpfen an, in denen sie neun Medaillen, darunter zwei goldene, gewann. Bei jeder Olympiateilnahme gewann sie mindestens eine Medaille. Die Verfolgung wurde 2002, der Massenstart vier Jahre später Teil des olympischen Programms.
| Olympische Winterspiele | Olympische Winterspiele | Einzelwettbewerbe | Einzelwettbewerbe | Einzelwettbewerbe | Einzelwettbewerbe | Teamwettbewerbe |
| Jahr                    | Ort                     | Einzel            | Sprint            | Verfolgung        | Massenstart       | Frauenstaffel   |
| ----------------------- | ----------------------- | ----------------- | ----------------- | ----------------- | ----------------- | --------------- |
| 1992                    | Albertville             | 024.              | 011.              |                   |                   | 2.              |
| 1994                    | Lillehammer             | 3.                | 013.              |                   |                   | 2.              |
| 1998                    | Nagano                  | 3.                | 2.                |                   |                   | 1.              |
| 2002                    | Salt Lake City          | 012.              | 2.                | 09.               |                   | 1.              |
| 2006                    | Turin                   | 012.              | 034.              | 010.              | 3.                | –               |

### Biathlon-Weltmeisterschaften
Uschi Disl nahm ab 1991 bis 2005 jedes Mal an den jährlich stattfindenden Biathlon-Weltmeisterschaften statt. In den olympischen Jahren (1992, 1994, 1998 und 2002) wurden jeweils nur in den Disziplinen Weltmeisterinnen gekürt, die nicht Teil des olympischen Programms waren. Disl trat zu 50 WM-Rennen an, wurde achtfache Weltmeisterin und gewann insgesamt 19 Medaillen. Unter allen Frauen ist sie damit die WM-Teilnehmerin mit den meisten Medaillen (Stand 2022).
| Weltmeisterschaften | Weltmeisterschaften          | Einzelwettbewerbe | Einzelwettbewerbe | Einzelwettbewerbe | Einzelwettbewerbe | Teamwettbewerbe | Teamwettbewerbe | Teamwettbewerbe |
| Jahr                | Ort                          | Einzel            | Sprint            | Verfolgung        | Massenstart       | Frauenstaffel   | Mixed-Staffel   | Mannschaft      |
| ------------------- | ---------------------------- | ----------------- | ----------------- | ----------------- | ----------------- | --------------- | --------------- | --------------- |
| 1991                | Lahti                        | 08.               | 05.               |                   |                   | 3.              |                 | 04.             |
| 1992                | Nowosibirsk                  |                   |                   |                   |                   |                 |                 | 1.              |
| 1993                | Borowez                      | 08.               | 034.              |                   |                   | 04.             |                 | 08.             |
| 1994                | Canmore                      |                   |                   |                   |                   |                 |                 | 04.             |
| 1995                | Antholz                      | 2.                | 2.                |                   |                   | 1.              |                 | 2.              |
| 1996                | Ruhpolding                   | 027.              | 035.              |                   |                   | 1.              |                 | 1.              |
| 1997                | Osrblie                      | 013.              | 013.              | 04.               |                   | 1.              |                 | –               |
| 1998                | Pokljuka/ Hochfilzen         |                   |                   | 015.              |                   |                 |                 | –               |
| 1999                | Kontiolahti/ Oslo            | 09.               | 034.              | 011.              | 07.               | 1.              |                 |                 |
| 2000                | Oslo                         | 08.               | 07.               | 2.                | 08.               | 2.              |                 |                 |
| 2001                | Pokljuka                     | 011.              | 2.                | 011.              | 024.              | 2.              |                 |                 |
| 2002                | Oslo                         |                   |                   |                   | 05.               |                 |                 |                 |
| 2003                | Chanty-Mansijsk              | –                 | 034.              | 013.              | 021.              | 3.              |                 |                 |
| 2004                | Oberhof                      | –                 | –                 | –                 | 09.               | –               |                 |                 |
| 2005                | Hochfilzen / Chanty-Mansijsk | 034.              | 1.                | 1.                | 010.              | 2.              | 3.              |                 |

### Weltcup
Disl gab ihr Debüt im Biathlon-Weltcup am 26. Januar 1989 und bestritt in den folgenden 17 Jahren bis zu ihrem Karriereende am 26. März 2006 mehr als 350 Rennen in der Wettkampfserie. Sie feierte 30 Einzel-Weltcupsiege und 32 weitere Erfolge in Staffel- und Mannschaftswettkämpfen. Ende der 1990er-Jahre war Disl zwischenzeitlich die Biathletin mit den meisten Einzel-Weltcupsiegen, wurde aber noch während ihrer aktiven Laufbahn von Magdalena Forsberg überholt, die 42 Mal auf der obersten Stufe des Siegerpodestes stand. Später übertrafen auch Magdalena Neuner (34 Siege) und Darja Domratschawa (31 Siege) Disls Wert.
Die Präsentation der Weltcupstatistiken folgt der Darstellung von realbiathlon, die wiederum auf den Ergebnissen der IBU-Datenbank beruht (Stand: Mai 2022). Die Resultate der frühen Teamwettbewerbe im Weltcup waren in der Datenbank des Weltverbandes lange nicht vollständig aufgeführt. Dementsprechend wird die Zahl von Disls Weltcupsiegen teils niedriger angegeben: Ein Artikel der Süddeutschen Zeitung von 2011 nennt etwa 47 Erfolge (30 Einzelsiege und 17 Mannschaftssiege). Auch die Ergebnisse in den Weltcupwertungen der 1990er-Jahre weichen in einigen Fällen von den Beschreibungen in zeitgenössischen Medienberichten ab.

#### Weltcupsiege
| Nr. | Datum         | Ort             | Disziplin   |
| --- | ------------- | --------------- | ----------- |
| 1.  | 15. Dez. 1990 | Albertville     | Sprint      |
| 2.  | 15. Jan. 1992 | Ruhpolding      | Einzel      |
| 3.  | 17. März 1994 | Canmore         | Einzel      |
| 4.  | 19. Jan. 1995 | Oberhof         | Einzel      |
| 5.  | 7. Dez. 1995  | Östersund       | Einzel      |
| 6.  | 16. Dez. 1995 | Oslo            | Sprint      |
| 7.  | 11. Jan. 1996 | Antholz         | Einzel      |
| 8.  | 13. Jan. 1996 | Antholz         | Sprint      |
| 9.  | 12. Dez. 1996 | Oslo            | Sprint      |
| 10. | 14. Dez. 1996 | Oslo            | Verfolgung  |
| 11. | 18. Jan. 1997 | Antholz         | Sprint      |
| 12. | 18. Dez. 1997 | Kontiolahti     | Sprint      |
| 13. | 12. März 1998 | Hochfilzen      | Einzel      |
| 14. | 14. März 1998 | Hochfilzen      | Sprint      |
| 15. | 13. Dez. 1998 | Hochfilzen      | Einzel      |
| 16. | 16. Dez. 1998 | Osrblie         | Einzel      |
| 17. | 20. Dez. 1998 | Osrblie         | Verfolgung  |
| 18. | 13. Jan. 1999 | Ruhpolding      | Massenstart |
| 19. | 16. Dez. 1999 | Osrblie         | Einzel      |
| 20. | 2. März 2001  | Salt Lake City  | Sprint      |
| 21. | 12. Jan. 2003 | Oberhof         | Massenstart |
| 22. | 9. Jan. 2004  | Pokljuka        | Verfolgung  |
| 23. | 3. März 2004  | Fort Kent       | Sprint      |
| 24. | 5. März 2004  | Fort Kent       | Verfolgung  |
| 25. | 2. Dez. 2004  | Beitostølen     | Sprint      |
| 26. | 4. Dez. 2004  | Beitostølen     | Verfolgung  |
| 27. | 9. Jan. 2005  | Oberhof         | Verfolgung  |
| 28. | 5. März 2005  | Hochfilzen (WM) | Sprint      |
| 29. | 6. März 2005  | Hochfilzen (WM) | Verfolgung  |
| 30. | 26. Nov. 2005 | Östersund       | Sprint      |

| Nr. | Datum         | Ort                  | Disziplin             |
| --- | ------------- | -------------------- | --------------------- |
| 1.  | 16. Dez. 1990 | Albertville          | 3 × 7,5 km Staffel 1  |
| 2.  | 3. Feb. 1991  | Oberhof              | 3 × 7,5 km Staffel 2  |
| 3.  | 9. März 1991  | Oslo                 | 3 × 7,5 km Staffel 3  |
| 4.  | 19. Jan. 1992 | Ruhpolding           | 3 × 7,5 km Staffel 3  |
| 5.  | 22. März 1992 | Nowosibirsk (WM)     | 15 km Team 4          |
| 6.  | 20. Dez. 1992 | Pokljuka             | 4 × 7,5 km Staffel 5  |
| 7.  | 24. Jan. 1993 | Antholz              | 20 km Team 6          |
| 8.  | 23. Jan. 1994 | Antholz              | 4 × 7,5 km Staffel 7  |
| 9.  | 13. März 1994 | Hinton               | 4 × 7,5 km Staffel 7  |
| 10. | 20. März 1994 | Canmore              | 4 × 7,5 km Staffel 7  |
| 11. | 29. Jan. 1995 | Ruhpolding           | 4 × 7,5 km Staffel 7  |
| 12. | 19. Feb. 1995 | Antholz (WM)         | 4 × 7,5 km Staffel 7  |
| 13. | 12. März 1995 | Lahti                | 4 × 7,5 km Staffel 7  |
| 14. | 10. Dez. 1995 | Östersund            | 4 × 7,5 km Staffel 8  |
| 15. | 17. Dez. 1995 | Oslo                 | 4 × 7,5 km Staffel 8  |
| 16. | 6. Feb. 1996  | Ruhpolding (WM)      | 15 km Team 9          |
| 17. | 10. Feb. 1996 | Ruhpolding (WM)      | 4 × 7,5 km Staffel 9  |
| 18. | 9. Feb. 1997  | Osrblie (WM)         | 4 × 7,5 km Staffel 9  |
| 19. | 19. Feb. 1998 | Nagano (OWS)         | 4 × 7,5 km Staffel 8  |
| 20. | 17. Dez. 1998 | Osrblie              | 4 × 7,5 km Staffel 10 |
| 21. | 10. Jan. 1999 | Oberhof              | 4 × 7,5 km Staffel 11 |
| 22. | 14. Feb. 1999 | Kontiolahti (WM)     | 4 × 7,5 km Staffel 10 |
| 23. | 14. Jan. 2000 | Ruhpolding           | 4 × 7,5 km Staffel 12 |
| 24. | 10. März 2000 | Lahti                | 4 × 7,5 km Staffel 12 |
| 25. | 10. Dez. 2000 | Antholz              | 4 × 7,5 km Staffel 13 |
| 26. | 7. Dez. 2001  | Hochfilzen           | 4 × 7,5 km Staffel 14 |
| 27. | 17. Jan. 2002 | Ruhpolding           | 4 × 7,5 km Staffel 15 |
| 28. | 18. Feb. 2002 | Salt Lake City (OWS) | 4 × 7,5 km Staffel 13 |
| 29. | 6. Dez. 2002  | Östersund            | 4 × 6 km Staffel 16   |
| 30. | 10. Jan. 2003 | Oberhof              | 4 × 6 km Staffel 13   |
| 31. | 14. Jan. 2004 | Ruhpolding           | 4 × 6 km Staffel 16   |
| 32. | 6. Jan. 2005  | Oberhof              | 4 × 6 km Staffel 13   |

#### Weltcupplatzierungen
| Platzierung                                  | Einzel | Sprint | Verfolgung | Massenstart | Team | Staffel | Gesamt |
| -------------------------------------------- | ------ | ------ | ---------- | ----------- | ---- | ------- | ------ |
| 1. Platz                                     | 9      | 12     | 7          | 2           | 2    | 30      | 62     |
| 2. Platz                                     | 5      | 13     | 1          |             | 3    | 25      | 47     |
| 3. Platz                                     | 4      | 7      | 8          | 5           |      | 7       | 31     |
| Top 10                                       | 40     | 79     | 47         | 21          | 7    | 70      | 264    |
| Punkteränge                                  | 61     | 107    | 66         | 30          | 7    | 70      | 341    |
| Starts                                       | 70     | 127    | 68         | 30          | 7    | 70      | 372    |
| Stand: Saisonende 2005/06, Karriereabschluss |        |        |            |             |      |         |        |

#### Weltcupwertungen
| Saison  | Einzel | Einzel | Sprint | Sprint | Verfolgung | Verfolgung | Massenstart | Massenstart | Gesamt | Gesamt |
| Saison  | Punkte | Platz  | Punkte | Platz  | Punkte     | Platz      | Punkte      | Platz       | Punkte | Platz  |
| ------- | ------ | ------ | ------ | ------ | ---------- | ---------- | ----------- | ----------- | ------ | ------ |
| 1988/89 | –      | –      | –      | –      |            |            |             |             | –      | –      |
| 1990/91 | 72     | 7.     | 102    | 1.     |            |            |             |             | 174    | 4.     |
| 1991/92 | 74     | 8.     | 73     | 9.     |            |            |             |             | 147    | 5.     |
| 1992/93 | 59     | 11.    | 30     | 26.    |            |            |             |             | 89     | 15.    |
| 1993/94 | 88     | 4.     | 79     | 4.     |            |            |             |             | 167    | 4.     |
| 1994/95 | 114    | 2.     | 106    | 2.     |            |            |             |             | 220    | 3.     |
| 1995/96 | 99     | 3.     | 115    | 2.     |            |            |             |             | 214    | 2.     |
| 1996/97 | 110    | 1.     | 164    | 1.     | 59         | 5.         |             |             | 333    | 2.     |
| 1997/98 | 97     | 2.     | 171    | 2.     | 57         | 2.         |             |             | 325    | 2.     |
| 1998/99 | 77     | 1.     | 134    | 5.     | 171        | 3.         | 49          | 2.          | 420    | 3.     |
| 1999/00 | 63     | 4.     | 98     | 9.     | 138        | 7.         | 43          | 12.         | 349    | 8.     |
| 2000/01 | 58     | 14.    | 244    | 6.     | 200        | 6.         | 111         | 5.          | 621    | 6.     |
| 2001/02 | 68     | 12.    | 260    | 3.     | 277        | 3.         | 108         | 4.          | 739    | 3.     |
| 2002/03 | 24     | 25.    | 218    | 6.     | 150        | 8.         | 118         | 4.          | 535    | 7.     |
| 2003/04 | 47     | 17.    | 255    | 6.     | 288        | 4.         | 115         | 3.          | 733    | 4.     |
| 2004/05 | 86     | 10.    | 282    | 4.     | 247        | 5.         | 44          | 25.         | 659    | 5.     |
| 2005/06 | 54     | 11.    | 201    | 8.     | 175        | 7.         | 141         | 4.          | 580    | 5.     |

### Deutsche Meisterschaften
Zwischen 1989 und 2005 gewann Uschi Disl insgesamt 13 nationale Meistertitel, davon sieben in Einzeldisziplinen und sechs mit Staffeln. Bis einschließlich 2000 fanden die Meisterschaften im Winter statt, ab 2001 wurden sie auf Rollskiern im Sommer ausgetragen.
- 1989: Staffel
- 1991: Einzel
- 1995: Sprint
- 1997: Sprint und Staffel
- 2000: Staffel
- 2002: Sprint, Verfolgung und Staffel[113]
- 2003: Staffel
- 2004: Staffel
- 2005: Sprint und Einzel